# ブリダ県
ブリダ県（アラビア語: ولاية البليدة、Blida）は、アルジェリアの県（ウィラーヤ）。県都はブリダ。バーバリーマカクの系群 Macaca sylvanus の数少ない棲息地となっているシュレア国立公園がある。
10の地区（ダイラ）と25の基礎自治体からなる。